# Lexidata
LexiData is een kennis- en leerspel uit de jaren 1970. In Franstalige landen (Frankrijk, Canada, Zwitserland), is het nog steeds beschikbaar.

## Regels
Er zijn verschillende vellen met onderwerpen. Elk vel bevat twaalf vragen en drie multiple-choice-antwoorden.
Op elk vel staat een groepsnummer en een serienummer. Dit moet worden ingesteld op het apparaat. Dan beantwoordt de speler een voor een de vragen en kiest het volgens hem juiste antwoord. Als alle 12 vragen goed zijn, klinkt een bel en afhankelijk van de versie verschijnt vanuit de linkerbovenhoek een personage, genaamd Lexi. Hierna gaat het spel automatisch door naar de volgende 12 vragen en kan de speler doorspelen. 